# Pedicularis chengxianensis
Pedicularis chengxianensis är en snyltrotsväxtart som beskrevs av Z.G. Ma och Z.Z. Ma. Pedicularis chengxianensis ingår i släktet spiror, och familjen snyltrotsväxter. Inga underarter finns listade i Catalogue of Life.